# Vecna
Vakna es un personaje de ficción perteneciente al universo del popular juego de rol Dungeons & Dragons. Ha sido nombrado como uno de los mayores villanos de Dungeons & Dragons.
Originado del escenario de campaña Falcongris, fue un poderoso mago que tras su muerte se convirtió en liche y finalmente alcanzó el estatus de deidad en el panteón estándar. El símbolo sagrado de Vecna es un ojo en la palma de la mano izquierda.
Vakna es conocido como dios de los secretos y su alineamiento es neutral malvado. Sus títulos son "Amo de todo lo oculto y secreto", "El susurrado" y "El mutilado", debiéndose este último a que perdió su mano y ojo izquierdos durante un combate contra Kas, su lugarteniente traidor.
Su arma predilecta es la daga, y por tanto, la de la mayoría de sus clérigos.
Numerosos artefactos mágicos deben su nombre (incluso origen) a esta deidad, como la Mano de Vecna.

## Historia ficticia

### Descripción
Vecna generalmente se representa como un mago poderoso que se asemeja a un cadáver disecado al que le faltan la mano y el ojo izquierdo. Un tema constante en las aventuras en las que aparece el personaje es la búsqueda interminable de poder de Vecna, que termina, si tiene éxito, con Vecna como la única deidad existente.

### Biografía del personaje
Vecna nació como humano, hace siglos como miembro de la casta de los intocables en la ciudad Flan de Fleeth en Oerth. Inicialmente fue entrenado por su madre, Mazzel, en el arte de la magia, antes de que el gobierno de Fleeth la ejecutara por practicar la brujería. Jurando venganza, Vecna eventualmente asumió un dominio de las artes oscuras alcanzado por ningún mortal antes o después. Algunos dicen que este logro se debió a la tutela directa de Mok'slyk la Serpiente, que se cree que es la personificación de la magia arcana.
Casi mil años después de su nacimiento, Vecna, ahora un liche y gobernante de un gran y terrible imperio (en el Valle de Sheldomar, centrado en las cercanías de la actual Rushmoors), sitió la ciudad de Fleeth con un ejército de hechiceros arcanos y muertos vivientes Cuenta la leyenda que Vecna casi fue asesinado en esta batalla por clérigos que canalizaban el poder de Pholtus, el dios de la luz. Los clérigos desataron un gran estallido de luz, que golpeó a Vecna principalmente en su lado izquierdo. Vecna fue rescatado y puesto a salvo por uno de sus generales magos, un cambion llamado Acererak (quien algún día se convertiría en un poderoso demilich).
Vecna finalmente se recuperó. A punto de conquistar Fleeth, los funcionarios de la ciudad se presentaron ante él para implorar misericordia. Ofrecieron toda la ciudad y su riqueza si Vecna perdonaba la vida de sus ciudadanos. Cuando Vecna no quedó satisfecho, los funcionarios ofrecieron su propia vida. Vecna entregó a uno de ellos, Artau, y su familia, a su lugarteniente, Kas, quien pasó todo el día torturándolos y asesinándolos ante los demás oficiales. Todavía insatisfecho, Vecna masacró a todos dentro de la ciudad e hizo apilar sus cabezas ante los funcionarios, con las de sus familiares prominentes. Vecna luego concedió su misericordia, concedió a los funcionarios permiso para partir y les prometió su protección por el resto de sus vidas.
En el apogeo de su imperio, Vecna fue traicionado y destruido por su lugarteniente de mayor confianza, un vampiro llamado Kas el Manos Sangrientas, usando una espada mágica que el mismo Vecna había creado para él, ahora conocida como la Espada de Kas. Solo su mano izquierda y su ojo sobrevivieron a la batalla, quizás debido a los eventos anteriores en Fleeth.
Vecna no permaneció ausente para siempre y resurgió como un semidiós de la magia y los secretos en el mundo de Falcongris. En 581 AC, su culto ayudó a poner en marcha los acontecimientos que le habrían otorgado el poder de un dios mayor, pero el plan finalmente fracasó. Después de estos eventos, Vecna terminó encarcelada en el semiplano de Ravenloft, pero se liberó nuevamente más tarde, emergiendo con el poder de un dios mayor, luego de absorber el poder de Iuz. Luego se liberó en la ciudad de Sigil, donde estuvo peligrosamente cerca de reorganizar toda la existencia a su antojo (la campaña de destrucción del multiverso orquestada por Vecna en Sigil se usa como una forma en el universo de explicar las diferencias entre la segunda y la tercera edición de Dungeons & Dragons). Cuando Vecna fue expulsado de Sigil por un grupo de aventureros, Iuz fue liberado y Vecna regresó a Oerth con su poder reducido en gran medida, aunque sigue siendo un dios menor.
En los eventos del escenario de la campaña Living Greyhawk, las maquinaciones de Vecna le permitieron reaparecer en el plano de la materia prima y retomar su lugar en el panteón de Oerth.

### Escritos
En algún momento de su historia, Vecna escribió un tomo conocido como Nigromancia ordinaria. También se rumorea que hizo adiciones significativas al Libro de la oscuridad vil.

## Relaciones ficticias
Vecna tiene pocos aliados e innumerables enemigos. En la segunda y tercera edición, su mayor y quizás único verdadero aliado es la misteriosa entidad conocida como la Serpiente. En la cuarta edición, el libro Open Grave presenta a Osterneth, el Liche de Bronce, como el sirviente más poderoso de Vecna. El famoso cambion liche, Acererak, alguna vez sirvió a Vecna, pero se desconoce el estado actual de su relación. Entre los enemigos más acérrimos de Vecna se encuentran Kas, Iuz, San Cuthbert, la Dama del Dolor, Pholtus y el Círculo de los Ocho. También se le oponen la Vieja Fe y los Silenciosos.
En la cuarta edición, los principales enemigos de Vecna en el reino de la muerte y la no muerte son Kas, Orcus y la Reina Cuervo (aunque él preferiría que ella gobernara a los muertos más que Orcus). Entre los dioses, Ioun es algo así como la antítesis de Vecna, pues compartiría con el mundo todo el conocimiento que él mantendría en secreto.

### Adoradores
El culto de Vecna es muy secreto y se han descubierto células, en varios momentos de la historia, en Diamond Lake, Falcongris y Verbobonc. También se han informado templos a Vecna en la ciudad de Pomarj de Highport y Erelhei-Cinlu, la ciudad degradada en el corazón de la Bóveda de los Drow.

#### Escrituras
Al ser un culto secreto, no hay colecciones reales de enseñanzas de Vecna. Sin embargo, las copias del Libro de la oscuridad vil son muy apreciadas por el culto por el papel de Vecna en el desarrollo de esa obra. El libro Open Grave ofrece el "Pergamino de Mauthereign", que proporciona una versión retorcida de la historia de Vecna y les dice a sus seguidores que cometer actos malvados es algo sagrado y justo.
Aunque en realidad no fue escrito por Vecna, el Libro de Custodia (un libro de invocación de Yugoloth) está fuertemente vinculado con el culto de Vecna, ya que los cultistas tienen las únicas copias conocidas que están libres de los errores intencionales introducidos en el libro por los demonios que escribió el volumen como una trampa para los posibles invocadores.

#### Jerarquía
Cada posición en el culto de Vecna lleva el nombre de una determinada parte del cuerpo. En la parte superior está el mismo Vecna, seguido por la Voz de Vecna, que solo puede ser llenada por la manifestación de Vecna.
El siguiente es el Corazón de Vecna, el sumo sacerdote del culto. El último Corazón de Vecna conocido fue Diraq Malcinex de Ket, quien fue asesinado por aventureros en el año 581 CY.
Inmediatamente debajo del Corazón de Vecna hay dos extraños monstruos conocidos como la Mano y el Ojo. La criatura Ojo de Vecna aparece como un humanoide delgado con un globo ocular por cabeza, mientras que la Mano de Vecna aparece como un humanoide fornido con una enorme mano izquierda donde debería estar su cabeza.
Las congregaciones individuales se conocen como órganos. Cada órgano está dirigido por un Pensamiento de Vecna. Los sacerdotes menores son conocidos como Memorias de Vecna.
Los miembros laicos del culto consisten en los dientes, los dedos, la sangre y el engendro de Vecna. Los Dientes de Vecna están formados por magos y se especializan en lanzar hechizos arcanos y crear objetos mágicos para el culto. Los Dedos de Vecna consisten principalmente en ladrones, que se dedican a diversas formas de subterfugio. Los Sangre de Vecna son principalmente guerreros encargados de proteger y hacer cumplir el culto y sus objetivos. Los Engendros de Vecna son los más bajos en la jerarquía del culto y consisten en la gente común que honra al Señor Liche.
En la cuarta edición, el libro Open Grave muestra que el líder del culto de Vecna es un liche llamado Mauthereign. Incluso cuando Osterneth, el Liche de Bronce, es el sirviente más poderoso de Vecna, su posición no se revela entre sus archivos.

#### Otras organizaciones de Vecna
Se sabe que existen otras organizaciones de Vecna fuera del culto principal, y algunas pueden tener nombres similares o idénticos. Las relaciones entre estos grupos y el culto principal pueden variar. Los ejemplos conocidos son los Ojos de Vecna (un culto de no-muertos que consiste principalmente en pícaros), los Dedos de Vecna (la guardia personal de Vecna) y la Tríada de Ébano (un culto herético que busca fusionar a Vecna, Hextor y Erythnul en una sola entidad).
En la cuarta edición, un grupo secreto conocido como los Guardianes del Saber Prohibido está dedicado a Vecna. A diferencia de la mayoría de los adoradores de Vecna, los Guardianes rechazan la mayoría de los rituales y creencias desagradables y malvados asociados con este dios; lo adoran como el Dios de los secretos y creen que hay un conocimiento demasiado maligno para que el mundo lo sepa. En cambio, buscan secretos e información que consideran demasiado peligrosa para el mundo en general y la mantienen en secreto en nombre de Vecna. Esto los pone en oposición a los principales seguidores de Vecna que consideran a los Guardianes como herejes y los convierte en enemigos de Ioun y sus seguidores, quienes creen que todo el conocimiento debe estar disponible para todos y las obligaciones morales sobre cómo usarlo descansan sobre los hombros de los individuos involucrados.

## En otros multimedios
- En Slash'EM, la Mano de Vecna es un artefacto muy útil, obtenido después de matar al propio Vecna en Chaotic Quest.
- WizKids, un licenciatario de Wizards of the Coast, lanzó una versión casera de Hand and Eye of Vecna en enero de 2021 como parte de su serie D&D Icons of the Realms.
- En el conjunto de expansión Adventures in the Forgotten Realms (2021) de Magic: El encuentro, un jugador puede sacrificar tres cartas (The Book of Vile Darkness, Eye of Vecna y Hand of Vecna) para convocar a Vecna como una "ficha indestructible" con todas las características de esas tres cartas.
- En The Legend of Vox Machina (2022), una adaptación de la primera campaña de Critical Role, se hacen múltiples referencias a "El susurrado", a quien el matrimonio Briarwood intenta convocar durante la primera temporada.
- En Stranger Things, un personaje homónimo nombrado así inspirado en Vecna es un antagonista principal durante la cuarta temporada (2022). Al igual que ocurriera con el Demogorgon y el Desolla-Mentes, este Vecna no se basa en el personaje de Dungeons & Dragons, pero los personajes principales de la serie lo nombraron como tal en función de algunas similitudes.
- En RuneScape, el Cráneo de Vecna es un objeto muy raro, que se obtiene de la Tabla de objetos raros. Se puede activar para proporcionar al jugador un impulso a su nivel de magia.